# Дельта-Амакуро
Дельта-Амакуро (исп. Delta Amacuro) — один из 23 штатов Венесуэлы, расположенный на северо-востоке страны. Административный центр — город Тукупита. Среднегодовая температура составляет 26,7 °C. Количество осадков между 900 и 2500 мм в год.
Площадь штата 40 200 км², население — 167 676 человек (2011). Индейцы составляют 25,42% населения штата. Коренные народы составляют большинство населения в муниципалитетах Антонио-Диас (92,92%) и Педерналес (69,57%). К этносу варао в муниципалитете Антонио-Диас относится 89,42% населения, а в муниципалитете Педерналес - 68,97%.

## Муниципалитет
Штат Дельта-Амакуро делится на 4 муниципалитета, которые в сумме состоят из 22 районов (parroquias).
| № | Муниципалитет               | Административный центр          | Площадь, (км²) | Население, чел. (2001) | Карта |
| - | --------------------------- | ------------------------------- | -------------- | ---------------------- | ----- |
| 1 | Антонио-Диас (Antonio Díaz) | Куриапо (Curiapo)               | 22 746,49      | 19 308                 |       |
| 2 | Касакоима (Casacoima)       | Сьерра-Иматака (Sierra Imataca) | 2 920,69       | 29 200                 |       |
| 3 | Педерналес (Pedernales)     | Педерналес (Pedernales)         | 3 537          | 6 990                  |       |
| 4 | Тукупита (Tucupita)         | Тукупита (Tucupita)             | 10 996         | 72 856                 |       |